# Cucumis sagittatus
Cucumis sagittatus là một loài thực vật có hoa trong họ Cucurbitaceae. Loài này được Wawra & Peyr. mô tả khoa học đầu tiên năm 1860.